# Silent Morning
"Silent Morning" (em português:  Manhã Silenciosa) é o primeiro single do álbum Noel, lançado pela cantor de freestyle Noel em 1987. É o single de maior sucesso lançado por Noel até hoje, na qual em 14 de Novembro de 1987 chegou a posição #47 na Billboard Hot 100. No Brasil a música se tornou popular após entrar na trilha sonora internacional da novela Vale Tudo em 1988.

## História
A canção surgiu após Noel ser descoberto por um homem que procurava cantores. O homem convidou o cantor para ir ao estúdio gravar alguma canção. Mesmo Noel não acreditando, com o incentivo de seu irmão, ele acabou aceitando o convite do homem. Eles foram ao estúdio e como Noel nunca havia escrito uma canção, o homem lhe deu como conselho escrever sobre aquilo que ele estivesse sentido. A canção gravada se chamava "Spanish Morning", que tinha a mesma melodia que "Silent Morning", mas com letra diferente. Após algumas semanas da gravação, o homem desapareceu. Nesse mesmo tempo, Noel, que trabalhava como assistente de barman em um clube, acabou por descobrir que seu chefe era um homem de bons contatos, que conhecia artistas como David Bowie e Mick Jagger. Noel decidiu gravar uma demo e entregou ao seu chefe. Algumas semanas depois o chefe de Noel disse que havia mostrado a canção para o gerente de um selo, e que ele havia gostado da canção mas não da letra e pediu para que Noel mudasse a letra inteira. Noel reescreveu a canção, agora com o nome de "Silent Morning".
Spin listou a gravação de "Silent Morning", como o sétimo dos dez "Grandes Momentos na História de Estúdio de Gravação", devido a um suposto caso em que "o produtor Aaron Hanson colocou uma arma na cabeça de Noel e ameaçou explodir a cabeça dele se ele não cantasse a canção a maneira de Hanson."

## Faixas
EUA 12" Single
| N.º | Título                        | Duração |  |
| 1.  | "Silent Morning" (12" Club)   | 7:00    |  |
| 2.  | "Silent Morning" (Percapella) | 3:13    |  |
| 3.  | "Silent Morning" (1018 Dub)   | 6:41    |  |
| 4.  | "Silent Morning" (Hearthrob)  | 5:07    |  |

## Desempenho nas paradas musicais
| Parada musical (1987)                               | Melhor posição |
| --------------------------------------------------- | -------------- |
| Estados Unidos (Billboard Hot 100)                  | 47             |
| Estados Unidos (Hot Dance Music/Club Play)          | 6              |
| Estados Unidos (Hot Dance Music/Maxi-Singles Sales) | 7              |